# 勝良健史
勝良 健史（かつら たけし、1977年7月 - ）は、日本の数学者。慶應義塾大学 理工学部数理科学科教授。博士（数理科学）（東京大学）。
専門分野は、数理解析学/大域解析学。量子力学を数学的に定式化するという目的で誕生した作用素環（作用素環とはヒルベルト空間上の有界作用素がなす環のこと）の中でも、とくに位相力学系から生じるC*-環を、分類理論的視点から研究している。

## 来歴
以下「履歴書」による。
- 1977年7月 京都府向日市生まれ。「生まれは京都府向日市で、いわゆるベッドタウンで育ちました。父がボードゲームやパズルが好きな人で、家にオセロやジグソーパズル、バックギャモン、ルービックキューブなどさまざまな遊び道具があって、幼い頃からよくそれらのゲームで遊んでいました。家族で過ごすときも、ボードゲームをよくやっていましたね」[4]

- 1996年3月 私立東大寺学園高等学校卒業
- 1996年4月 東京大学教養学部 理科I類入学
- 1998年4月 東京大学理学部 数学科進学
- 1999年3月 東京大学 中退（修士課程への飛び入学のため）
- 1999年4月 東京大学大学院数理科学研究科 修士課程入学
- 2001年3月 東京大学 修士号取得
- 2001年4月 東京大学大学院数理科学研究科博士課程進学
- 2001年4月 日本学術振興会 特別研究員（DC1）
- 2003年3月 東京大学 博士（数理科学） 取得
- 2003年4月 日本学術振興会 特別研究員（PD 東京大学大学院数理科学研究科）
- 2004年4月 日本学術振興会 特別研究員（SPD 北海道大学大学院理学研究院）
- 2007年4月 東京大学大学院数理科学研究科COE ポスドク
- 2007年9月 トロント大学ポスドク， フィールズ研究所マースデンポスドク
- 2008年4月 慶應義塾大学 理工学部 数理科学科 専任講師
- 2010年4月 デンマーク大学 数理科学科 滞在（〜2011年8月）
- 2012年4月 慶應義塾大学 理工学部 数理科学科 准教授
- 2018年4月 慶應義塾大学 理工学部 数理科学科 教授

## 受賞
「位相力学系とC*-環」の研究により、2006年度日本数学会賞建部賢弘奨励賞を受賞。